# Die Gedanken sind frei
"Die Gedanken sind frei" ("Tankerne er frie") er en tysk folkesang. Teksten og melodien kan findes i Lieder der Brienzer Mädchen, trykt i Bern, Schweiz mellem 1810 og 1820. Det vides ikke hvem der har skrevet teksten og melodien, selvom nogle peger på Ferdinand Freiligrath som forfatter af sangteksten.
Idéen som titlen repræsenterer — at tanker er frie — blev allerede udtrykt i middelalderen af Walther von der Vogelweide (1170-1230), som sang: "Sind doch Gedanken frei" ("Tanker er bestemt frie"). Den østrigske Minnesänger Dietmar von Aist (12. århundrede) komponerede "Die Gedanken, die sind ledig frei". 
En lidt anderledes version af teksten kan finder som "Lied des Verfolgten im Turm" ("De forfulgte i tårnets sang") i Achim von Arnim og Clemens Brentano's samling af folkepoesi, Des Knaben Wunderhorn, fra omkring 1800. Denne version fik en ny melodi af Gustav Mahler i 1890'erne.
Sangen havde oprindeligt fire strofer, hvortil der senere blev tilføjet en femte. I dag er deres orden forskellig. Sangen var forbudt under den tyske revolution (1848/1849) og det tredje rige. Sangen er med i 18. udgave af Højskolesangbogen som nr. 179, hvor dog kun de oprindelige fire første vers står trykt. 

## Tekst
Die Gedanken sind frei, wer kann sie erraten, 

sie fliegen vorbei wie nächtliche Schatten. 

Kein Mensch kann sie wissen, kein Jäger erschießen 

mit Pulver und Blei: Die Gedanken sind frei! 

Ich denke was ich will und was mich beglücket, 

doch alles in der Still', und wie es sich schicket. 

Mein Wunsch, mein Begehren kann niemand verwehren, 

es bleibet dabei: Die Gedanken sind frei! 

Und sperrt man mich ein im finsteren Kerker, 

das alles sind rein vergebliche Werke. 

Denn meine Gedanken zerreißen die Schranken 

und Mauern entzwei, die Gedanken sind frei! 

Drum will ich auf immer den Sorgen entsagen 

und will mich auch nimmer mit Willen verklagen. 

Man kann ja im Herzen stets lachen und scherzen 

und denken dabei: Die Gedanken sind frei! 

Ich liebe den Wein, mein Mädchen vor allen, 

sie tut mir allein am besten gefallen. 

Ich bin nicht alleine bei meinem Glas Weine, 

mein Mädchen dabei: Die Gedanken sind frei! 